# Personaggi di Record of Lodoss War
Personaggi dei romanzi fantasy Record of Lodoss War di Ryō Mizuno e delle serie anime e manga derivate.

## Personaggi principali

Deedlit

- Parn - Un cavaliere libero, è un ragazzo di 18 anni che non appartiene a nessuno degli stati di Lodoss. È molto temuto dai nemici e stimato dalle fazioni alleate. Esperto nel combattimento con la spada a due mani, è cresciuto nel mito di re Kashue, il "re mercenario", e di re Farhn di Valis. È profondamente legato a Deedlit, l'elfa e a Etoh suo amico d'infanzia. Parn è orfano e nutre una grande ammirazione nei confronti del padre Tesius di Valis, mentre sua madre apparteneva alla famiglia reale di Allania.
- Deedlit - Dopo aver incontrato Parn, decide di seguirlo nei suoi pellegrinaggi e lo aiuta a portare a termine i suoi compiti. È un elfo femmina, e per questo è in grado di parlare con gli spiriti della natura e chiedere il loro aiuto in battaglia. Nonostante sia inizialmente distaccata nei confronti degli altri, specialmente del nano Ghim, si integra pian piano nel gruppo fino a ricambiare i sentimenti di Parn.
- Etoh - Sacerdote del dio Pharis e miglior amico di Parn. Con le preghiere verso il dio è in grado di curare le ferite. La storia avrà degli sviluppi felicemente inaspettati per lui, che riuscirà a diventare sovrano.
- Ghim - Appartiene alla razza dei nani, in battaglia brandisce l'ascia ed è un abile artigiano. Ha promesso a Neese, verso la quale si sente profondamente in debito, di ritrovare la figlia e non si placherà finché non sarà riuscito nei suoi intenti.
- Slayn - Mago di medio livello che fa parte del gruppo di Parn. È dedito allo studio per continuare a migliorarsi, nonostante in un primo momento non sia in grado di misurarsi con alcuni degli avversari che incontra. Diventerà il compagno di Lelia, sacerdotessa di Marpha.
- Woodchuck - Ladro e amico di Parn. Viene trovato dal gruppo nelle prigioni di Fort Myce e da allora si unisce a loro. Molto abile nell'uso dei coltelli, è furbo e opportunista, anche se saprà dimostrare fedeltà verso i propri compagni durante la serie. Karla si impossesserà del suo corpo, una volta che Lelia viene liberata dallo spirito della strega grigia.

## Altri personaggi

### Marmo
- Imperatore Beld: è il sovrano oscuro di Marmo, una volta amico di Farhn e facente parte dei sette eroi della grande guerra. Dopo essere riuscito a riunificare il suo regno sotto il suo comando, anche grazie all'aiuto di Ashram e Wagnard, decide di conquistare e annettere anche tutti gli altri reami di Lodoss. Diventa così acerrimo nemico di Farhn
- Lord Ashram: conosciuto come cavaliere nero, è molto forte e abile in battaglia. Cerca in tutti i modi di ottenere il bene per il popolo di Marmo e per questo non esita a scontrarsi con lo stesso Wagnard per via dei suoi piani diabolici. È nemico giurato di Parn.
- Wagnard: sacerdote di Marmo che fa uso della magia oscura per i propri fini e ambisce al potere assoluto su tutta Lodoss. Per questo tenta di risvegliare Kardis.
- Pirotess: elfo oscuro femmina, si lega (anche sentimentalmente) ad Ashram dopo essere stata un'agente di Wagnard.

### Valis
- Re Farhn: uno dei sette mitici eroi divenuto re di Valis. È il sovrano più temuto da Beld, che lo ritiene l'unico vero ostacolo al suo desiderio di conquista.
- Principessa Fianna: principessa di Valis e figlia di Fahn, viene fatta rapire da Beld per far cedere il re alle sue richieste, ma viene messa in salvo da Parn e i suoi compagni.

### Flaim
- Re Kashu: un tempo mercenario, ora re di Flaim. Crede fermamente in Parn fin dall'inizio e lo aiuta a diventare cavaliere. Come per una sorta di contrappeso, anche Parn stesso ammira molto il re.

### Altri
- Karla la strega grigia: ormai priva di corpo fisico, riesce a tenersi in vita da ormai 500 anni insediandosi in corpi di altri esseri umani, maschi o femmine che siano, tramite un ciondolo legato alla fronte del posseduto. Si schiera in base alla situazione, in realtà il suo obiettivo è la stabilità di Lodoss, anche se questo significa dover scatenare una guerra dopo l'altra.
- Sylis: una ragazza dai capelli rossi, abile e impavida mercenaria. Incontra Parn e i suoi compagni e decide di aiutarli.
- Orson: possente berserker, compagno di Sylis. Mantiene il sangue freddo di fronte a qualsiasi nemico, ma quando la sua ira prende il sopravvento diventa un guerriero pericolosissimo e incapace di ragionare.
- Neese: gran sacerdotessa di Marpha, amica di Ghim. A lui chiede di riportarle Lelia, la figlia scomparsa sette anni prima.
- Leilia: la figlia scomparsa di Neese, anch'ella sacerdotessa. In realtà è stata posseduta da Karla.

## Draghi
Secoli prima della narrazione, il regno magico di Kastuul (poi scomparso), affidò i tesori del potere a 5 draghi antichi, affinché li custodissero per l'eternità.
- Abram - drago antico blu, alleato del drago Narse.
- Bramud - drago antico bianco. Precedentemente alleato di Kastuul.
- Mycen - drago antico dorato, nella grande guerra re dei draghi. Oggi risiede in Moss. Alla fine della prima serie si scontra e batte Narse.
- Narse - drago antico nero, risiede in Marmo.
- Shooting Star - drago antico rosso, il drago più potente e terrificante. Oggi risiede in Flaim

## Divinità
- Marpha - dea della creazione e della fecondità. Provvede a curare le ferite se invocata. Marpha ha combattuto contro Kardis la distruttrice per il futuro di Lodoss. Compare nell'ultimo episodio (27) della saga dei cavalieri come una gigantesca fanciulla fatta di luce.
- Pharis - dio della luce e della bontà. Provvede a curare ferite e innalzare barriere. Viene citato ma non compare mai nella storia.
- Myree - dio della guerra e della giustizia. Se invocato accresce forza e spirito guerriero. Viene citato ma non compare mai nella storia.
- Pharalis - dio dell'oscurità e del vuoto. Viene citato ma non compare mai nella storia.
- Kardis - dea della distruzione e della morte con cui Marpha dovette scontrarsi. Viene citata ma non compare mai nella storia.